# Canama
Canama – rodzaj pająków z rodziny skakunowatych i podrodziny Salticinae. Obejmuje 9 opisanych gatunków. Zamieszkują krainy orientalną i australijską z centrum bioróżnorodności na Nowej Gwinei.

## Morfologia
Pająki te osiągają do 8 mm długości w przypadku samic i do 10 mm w przypadku samców. Ciało zwykle jest wydłużone, ubarwione jaskrawo, często z dominującą barwą pomarańczową, czerwoną lub żywozieloną. Odnóża są długie i kolczaste. Szczękoczułki u samca są zwykle wydłużone, rozwarte, ku przodowi sterczące. Szczękoczułki samicy cechują się zwykle obecnością dwóch zębów na krawędzi przedniej i jednego zęba z dwoma wierzchołkami na krawędzi tylnej. Odnóża pierwszej pary zwykle mają po trzy pary szczecinek makroskopowych na spodzie goleni i tyle samo na spodzie nadstopiów, wyjątkiem jest C. triramosa u którego spód nadstopia tej pary ma dwie pary szczecinek makroskopowych. Opistosoma (odwłok) jest wydłużona, często porośnięta białym owłosieniem. Nogogłaszczki samca mają zwykle wydłużony kształt z zakrzywionym udem. Skręty embolusa leżą na płaszczyźnie prostopadłej do osi podłużnej tegulum. W przeciwieństwie do rodzaju Bathippus embolus zatacza zwykle więcej niż pół okręgu. Genitalia samicy mają okienkowatą płytkę płciową z przegrodą pośrodkową i przewodami kopulacyjnymi otwierającymi się, z wyjątkiem C. hinnulea w tylnej części wulwy. Spermateka różni się od tej u Bathippus poprzez bycie niezbyt nabrzmiałą, skręconą i dość płynnie przechodzącą w przewód kopulacyjny.

## Rozprzestrzenienie
Przedstawiciele rodzaju zamieszkują krainę orientalną i australijską z centrum bioróżnorodności na Nowej Gwinei, gdzie występują 4 endemiczne gatunki. Poza tym po jednym gatunku endemicznym mają Malezja, Borneo, Moluki, Wyspy Kai i australijskie Queensland.

## Taksonomia
Takson ten wprowadzony został w 1903 roku przez Eugène’a Simona. Gatunkiem typowym wyznaczono Salticus forceps, opisanego przez Carla Ludwiga Doleschalla w 1859 roku.
Do rodzaju tego należy 9 opisanych gatunków:
- Canama dorcas (Thorell, 1881)
- Canama extranea Zhang & Maddison, 2012
- Canama fimoi Zhang & Maddison, 2012
- Canama forceps (Doleschall, 1859)
- Canama hinnulea (Thorell, 1881)
- Canama inquirenda Strand, 1911
- Canama lacerans (Thorell, 1881)
- Canama rutila Peckham & Peckham, 1907
- Canama triramosa Zhang & Maddison, 2012

Rodzaj ten do niedawna umieszczono w podrodzinie Euophoryinae. Po rewizji systematyki skakunowatych z 2015 roku takson ten ma status plemienia w kladzie Simonida w obrębie podrodziny Salticinae. W obrębie tego plemienia rodzaj Canama tworzy klad z rodzajem Bathippus, a przypuszczalnie także ze Spilargis, na co wskazują wyniki morfologiczno-molekularnej analizy filogenetycznej, którą przeprowadzili w 2015 roku Zhang Junxia i Wayne Maddison. Przez dłuższy przedmiotem debaty było czy rodzaje Canama i Bathippus są taksonami monofiletycznymi, czy też Canama należałoby zsynonimizować z Bathippus. W 1987 roku Jerzy Prószyński dokonał wspominanej synonimizacji, ale już w 1989 roku krok ten cofnięty został przez Valerie Davies i Marka Żabkę.